# جورج راسل (راننده مسابقه)
جورج راسل (انگلیسی: George Russell؛ زادهٔ ۱۵ فوریهٔ ۱۹۹۸ در کینگز لین، نورفک) رانندهٔ مسابقات اتومبیل‌رانی اهل بریتانیا است. است که هم‌اکنون با تیم مرسدس بنز در مسابقات جهانی فرمول یک فصل ۲۰۲۲ شرکت کرده‌است. راسل در حال حاضر با تیم آرت دارندهٔ مقام قهرمانی مسابقات فرمول دو بوده و در سال ۲۰۱۷ نیز قهرمان مسابقات سری جی‌پی۳ شده‌است.

## نتایج کامل در مسابقات جهانی فرمول یک
(کلید) (مسابقاتی که به‌صورت پررنگ نوشته شده‌اند نشانگر پول پوزیشن، و مسابقاتی که به‌صورت ایتالیک نوشته شده‌اند نشانگر سریع‌ترین دور هستند)
| سال  | شرکت‌کننده                       | شاسی                 | موتور                                | ۱           | ۲        | ۳      | ۴            | ۵          | ۶         | ۷         | ۸         | ۹        | ۱۰          | ۱۱       | ۱۲          | ۱۳       | ۱۴         | ۱۵         | ۱۶       | ۱۷      | ۱۸       | ۱۹         | ۲۰          | ۲۱        | ق.ر.  | امتیاز |
| ---- | ------------------------------- | -------------------- | ------------------------------------ | ----------- | -------- | ------ | ------------ | ---------- | --------- | --------- | --------- | -------- | ----------- | -------- | ----------- | -------- | ---------- | ---------- | -------- | ------- | -------- | ---------- | ----------- | --------- | ----- | ------ |
| ۲۰۱۷ | تیم فرمول یک ساهارا فورس ایندیا | فورس ایندیا وی‌جی‌ام۱۰ | مرسدس ام۰۸ ئی‌کیو پاور+ ۱٫۶ وی۶ توربو | استرالیا    | چین      | بحرین  | روسیه        | اسپانیا    | موناکو    | کانادا    | آذربایجان | اتریش    | بریتانیا    | مجارستان | بلژیک       | ایتالیا  | سنگاپور    | مالزی      | ژاپن     | آمریکا  | مکزیک    | برزیل ر.آ. | ابوظبی ر.آ. |           | –     | –      |
| ۲۰۱۹ | روکیت ویلیامز ریسینگ            | ویلیامز اف‌دبلیو۴۲    | مرسدس ام۱۰ ئی‌کیو پاور+ ۱٫۶ وی۶ توربو | استرالیا ۱۶ | بحرین ۱۵ | چین ۱۶ | آذربایجان ۱۵ | اسپانیا ۱۷ | موناکو ۱۵ | کانادا ۱۶ | فرانسه ۱۹ | اتریش ۱۸ | بریتانیا ۱۴ | آلمان ۱۱ | مجارستان ۱۶ | بلژیک ۱۵ | ایتالیا ۱۴ | سنگاپور ب. | روسیه ب. | ژاپن ۱۶ | مکزیک ۱۶ | آمریکا ۱۷  | برزیل ۱۲    | ابوظبی ۱۷ | بیستم | ۰      |